# Culinária cantonesa

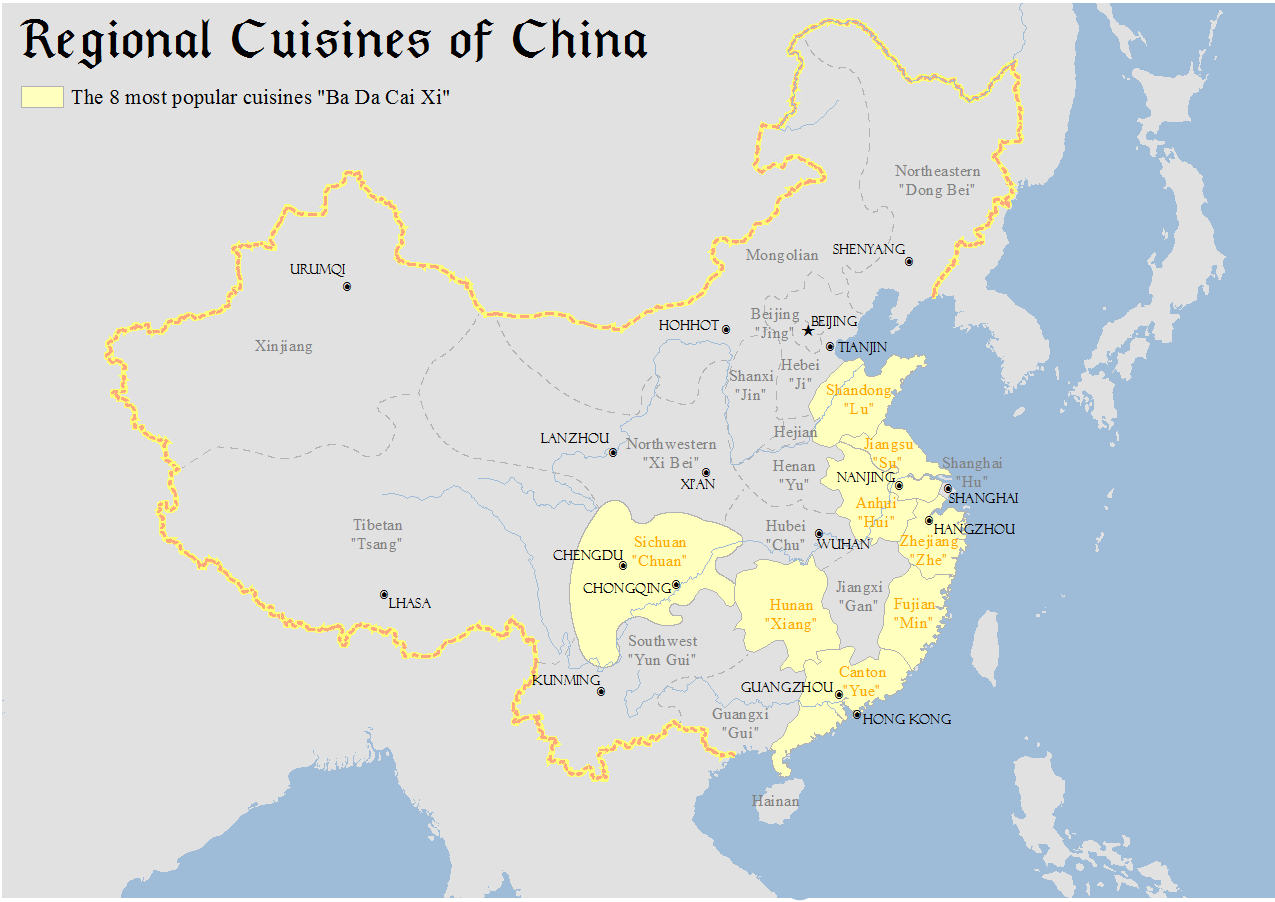
Mapa mostrando as principais cozinhas regionais da China.

A culinária cantonesa ou  culinária de Guangdong, também conhecida como culinária Yue (em chinês: 廣東菜 ou 粵菜) é a culinária da província de Guangdong, na China, especialmente a capital da província, Guangzhou, e as regiões vizinhas no delta do rio das Pérolas, incluindo Hong Kong e Macau. A rigor, a culinária cantonesa é a culinária de Guangzhou ou dos falantes de cantonês, mas geralmente inclui os estilos de culinária de todos os falantes de chinês Yue em Guangdong.
A culinária Teochew e a culinária Hakka de Guangdong são consideradas seus próprios estilos. Entretanto, os estudiosos podem categorizar a culinária de Guangdong em três grupos principais com base no dialeto da região: As culinárias cantonesa, Hakka e Chaozhou. A culinária da vizinha Guangxi também é considerada separada, apesar de o leste de Guangxi ser considerado culturalmente cantonês devido à presença de influências da etnia Zhuang no restante da província.
A culinária cantonesa é uma das Oito Grandes Tradições da culinária chinesa. Sua proeminência fora da China se deve ao grande número de emigrantes cantoneses. Os chefs treinados na culinária cantonesa são muito procurados em toda a China. Até o final do século XX, a maioria dos restaurantes chineses no Ocidente servia principalmente pratos cantoneses.

## Histórico
A cidade de Guangzhou, a capital da província de Guangdong e o centro da cultura cantonesa, há muito tempo é um centro comercial e muitos alimentos e ingredientes importados são usados na culinária cantonesa. Além de carne suína, bovina e de frango, a culinária cantonesa incorpora quase todas as carnes comestíveis, incluindo vísceras, pés de galinha, língua de pato, pernas de rã, cobras e caracóis. Muitos métodos de cozimento são usados, sendo o cozimento a vapor e a fritura os mais preferidos devido à sua conveniência e rapidez. Outras técnicas incluem fritura rasa, vapor duplo, refogado e fritura profunda.
Em comparação com outras cozinhas regionais chinesas, os sabores da maioria dos pratos cantoneses tradicionais devem ser bem equilibrados e não gordurosos. Além disso, os temperos devem ser usados em quantidades modestas para não sobrecarregar os sabores dos ingredientes primários, e esses ingredientes, por sua vez, devem estar no auge de seu frescor e qualidade. Não há uso generalizado de ervas frescas na culinária cantonesa, em contraste com seu uso liberal em outras culinárias, como a sichuanesa, vietnamita, laociana, tailandesa e europeia. O alho, a cebolinha e as folhas de coentro são exceções notáveis, embora o primeiro seja frequentemente usado como vegetal e o segundo seja usado como mera guarnição na maioria dos pratos.

## Comidas

### Molhos e condimentos
Na culinária cantonesa, ingredientes como açúcar, sal, molho de soja, vinho de arroz, amido de milho, vinagre, cebolinha e óleo de gergelim são suficientes para realçar o sabor, embora o alho seja muito usado em alguns pratos, especialmente naqueles em que os órgãos internos, como as vísceras, podem emitir odores desagradáveis. Gengibre, pimenta malagueta, cinco-perfumes-chineses, pimenta-do-reino em pó, anis estrelado e alguns outros temperos também são usados, mas geralmente com moderação.
| Nome                  | Chinês tradicional | Chinês simplificado | Jyutping                    | Pinyin               |
| --------------------- | ------------------ | ------------------- | --------------------------- | -------------------- |
| Molho de feijão preto | 蒜蓉豆豉醬         | 蒜蓉豆豉酱          | syun3 jung4 dau6 si6 zoeng3 | suànróng dòuchǐjiàng |
| Char siu              | 叉燒醬             | 叉烧酱              | caa1 siu1 zoeng3            | chāshāojiàng         |
| Pasta chu hau         | 柱侯醬             | 柱侯酱              | cyu5 hau4 zoeng3            | zhùhóujiàng          |
| Molho de hoisin       | 海鮮醬             | 海鲜酱              | hoi2 sin1 zoeng3            | hǎixiānjiàng         |
| Caldo perpétuo        | 滷水               | 卤水                | lou5 seoi2                  | lǔshuǐ               |
| Molho de ostra        | 蠔油               | 蚝油                | hou4 jau4                   | háoyóu               |
| Plum sauce            | 蘇梅醬             | 苏梅酱              | syun1 mui4 zoeng3           | sūméijiàng           |
| Vinagre vermelho      | 大紅浙醋           | 大红浙醋            | daai6 hung4 zit3 cou3       | dàhóngzhècù          |
| Pasta de camarão      | 鹹蝦醬             | 咸虾酱              | haam4 haa1 zoeng3           | xiánxiājiàng         |
| Molho agridoce        | 糖醋醬             | 糖醋酱              | tong4 cou3 zoeng3           | tángcùjiàng          |

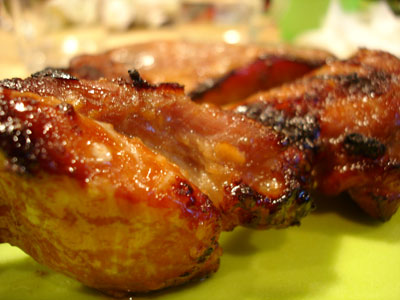
O char siu é geralmente marinado com molho de ameixa e mel para dar um sabor adocicado.
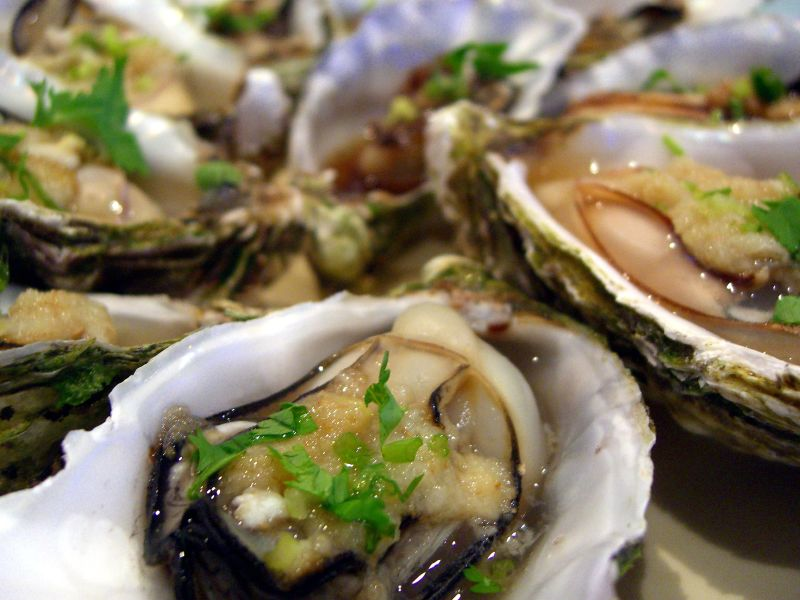
Ostras cozidas no vapor de duas maneiras: com gengibre e alho e com molho de feijão preto.

### Ingredientes secos e em conserva
Embora os cozinheiros cantoneses dediquem muita atenção ao frescor de seus ingredientes primários, a culinária cantonesa também usa uma longa lista de alimentos em conserva para dar sabor a um prato. Isso pode ser influenciado pela culinária Hakka, pois os Hakkas já foram um grupo dominante que ocupava a Hong Kong imperial e outros territórios do sul.
Alguns itens adquirem sabores muito intensos durante o processo de secagem/conservação/oxidação e alguns alimentos são preservados para aumentar sua vida útil. Alguns chefs combinam variedades secas e frescas dos mesmos itens em um prato. Os itens secos geralmente são colocados de molho em água para reidratar antes do cozimento. Esses ingredientes geralmente não são servidos à la carte, mas sim com legumes ou outros pratos cantoneses.
| Nome                               | Chinês tradicional | Chinês simplificado | Jyutping         | Pinyin      | Notas |
| ---------------------------------- | ------------------ | ------------------- | ---------------- | ----------- | --- |
| Ovo centenário                     | 皮蛋               | 皮蛋                | pei4 daan2       | pídàn       | Pode ser encontrado servido com pratos assados, em congee com carne de porco magra e em uma massa doce com pasta de lótus. |
| Salsicha chinesa                   | 臘腸               | 腊肠                | laap6 coeng2     | làcháng     | Geralmente adicionado ao arroz junto com pato e porco salgados em conserva.                                                |
| Repolho seco                       | 菜乾               | 菜干                | coi3 gon1        | càigān      | |
| Conpoy                             | 江珧柱             | 江珧柱              | gong1 jiu4 cyu5  | jiāngyáozhù | Geralmente adicionado a uma sopa clara.                                                                                    |
| Conpoy                             | 江瑤柱             | 江瑶柱              | gong1 jiu4 cyu5  | jiāngyáozhù | Geralmente adicionado a uma sopa clara.                                                                                    |
| Camarão seco                       | 蝦乾               | 虾干                | haa1 gon1        | xiāgān      | Geralmente sem casca, cortado ao meio e adicionado a pratos de vegetais.                                                   |
| Camarão pequeno seco               | 蝦米               | 虾米                | haa1 mai5        | xiāmǐ       | Geralmente misturado com legumes fritos.                                                                                   |
| Tofu fermentado                    | 腐乳               | 腐乳                | fu6 jyu5         | fǔrǔ        | |
| Feijão preto fermentado            | 豆豉               | 豆豉                | dau6 si6         | dòuchǐ      | Geralmente adicionado a pratos com carne de porco e tofu.                                                                  |
| Repolho chinês em conserva         | 梅菜               | 梅菜                | mui4 coi3        | méicài      | Geralmente cozido com carne de porco ou refogado com arroz.                                                                |
| Rabanete em cubos em conserva      | 菜脯               | 菜脯                | coi3 pou2        | càifǔ       | |
| Pato salgado em conserva           | 臘鴨               | 腊鸭                | laap6 aap2       | làyā        | Geralmente consumido com arroz em uma refeição familiar.                                                                   |
| Carne de porco salgada em conserva | 臘肉               | 腊肉                | laap6 juk6       | làròu       | Geralmente consumido com arroz em uma refeição familiar.                                                                   |
| Ovo de pato salgado                | 鹹蛋               | 咸蛋                | haam4 daan2      | xiándàn     | Pode ser consumido puro ou misturado com legumes fritos e pratos a vapor ou cozido com carne de porco em cubos no congee.  |
| Peixe salgado                      | 鹹魚               | 咸鱼                | haam4 jyu2       | xiányú      | Geralmente é combinado com carne de porco cozida no vapor ou adicionado ao arroz frito junto com frango em cubos.          |
| Suan cai                           | 鹹酸菜             | 咸酸菜              | haam4 syun1 coi3 | xiánsuāncài | |
| Casca de tofu                      | 腐皮               | 腐皮                | fu6 pei4         | fǔpí        | Geralmente usado para embrulhar pratos de carne de porco moída. É frito de maneira semelhante aos rolinhos primavera.      |

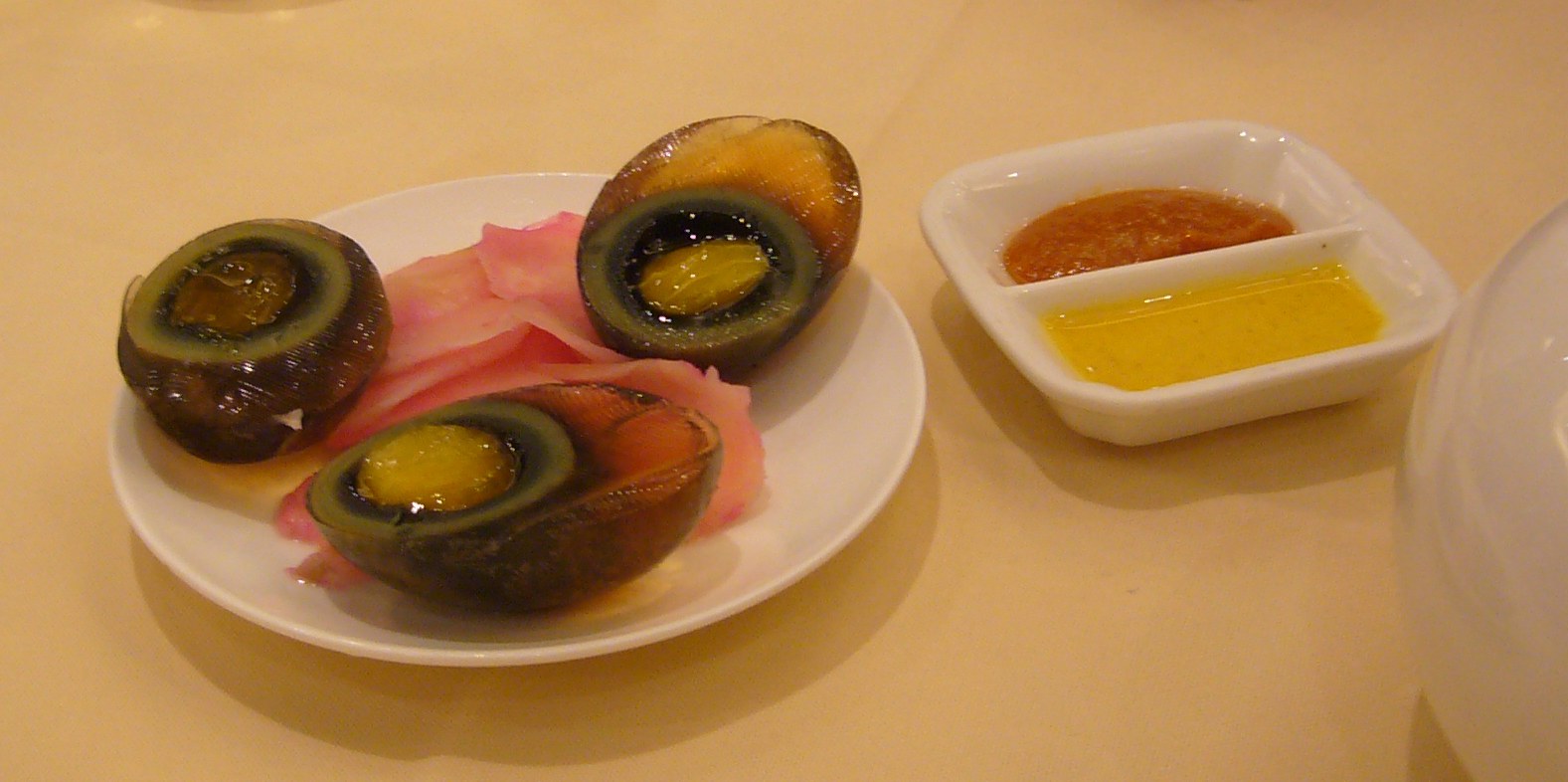
Ovo centenário
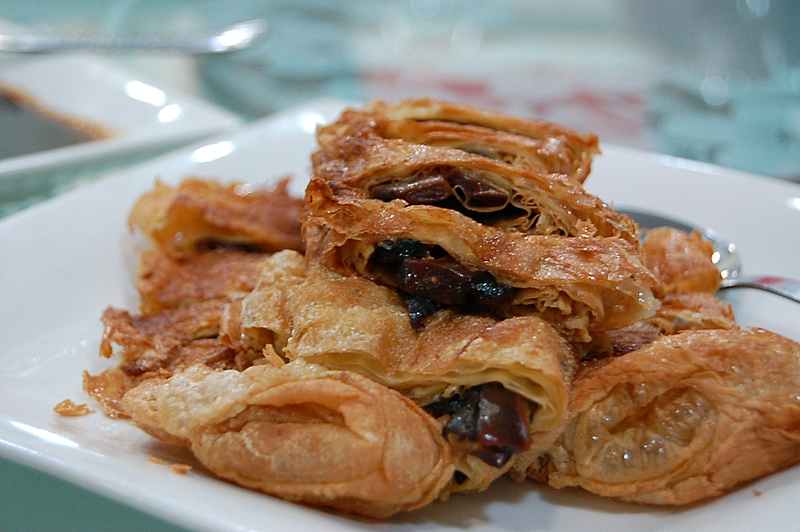
Ganso vegetariano frito envolto em casca de tofu

### Pratos tradicionais
Vários pratos fazem parte da culinária cantonesa desde os primeiros estabelecimentos territoriais de Guangdong. Embora muitos deles estejam nos cardápios de restaurantes cantoneses típicos, alguns mais simples são mais comumente encontrados nos lares cantoneses. Os pratos cantoneses caseiros geralmente são servidos com arroz branco simples.
| Nome                                                                    | Imagem | Chinês tradicional | Chinês simplificado | Jyutping                     | Pinyin                |
| ----------------------------------------------------------------------- | ------ | ------------------ | ------------------- | ---------------------------- | --------------------- |
| Arroz frito no estilo cantonês                                          |        | 廣式炒飯           | 广式炒饭            | gwong2 sik1 cau2 faan6       | guǎng shì chǎofàn     |
| Choy sum ao molho de ostra                                              |        | 蠔油菜心           | 蚝油菜心            | hou4 jau4 coi3 sam1          | háoyóu càixīn         |
| Congee com carne de porco magra e ovo do século                         |        | 皮蛋瘦肉粥         | 皮蛋瘦肉粥          | pei4 daan2 sau3 juk6 zuk1    | pídàn shòuròuzhōu     |
| Ovo cozido no vapor                                                     |        | 蒸水蛋             | 蒸水蛋              | zing1 seoi2 daan2            | zhēngshuǐdàn          |
| Pernas de rã cozidas no vapor em folha de lótus                         |        | 荷葉蒸田雞         | 荷叶蒸田鸡          | ho4 jip6 zing1 tin4 gai1     | héyè zhēng tiánjī     |
| Carne de porco moída no vapor com ovo de pato salgado                   |        | 鹹蛋蒸肉餅         | 咸蛋蒸肉饼          | haam4 daan2 zing1 juk6 beng2 | xiándàn zhēng ròubǐng |
| Filé mignon cozido no vapor com feijão preto fermentado e pimenta chili |        | 豉椒排骨           | 豉椒排骨            | si6 ziu1 paai4 gwat1         | chǐjiāo páigǔ         |
| Peito de boi estufado                                                   |        | 柱侯牛腩           | 柱侯牛腩            | cyu5 hau4 ngau4 naam5        | zhùhóu niú nǎn        |
| Cabaça frita com camarão seco e macarrão celofane                       |        | 大姨媽嫁女         | 大姨妈嫁女          | daai6 ji4 maa1 gaa3 neoi5    | dàyímā jiànǚ          |
| Espinafre refogado com pimentão picado e tofu fermentado                |        | 椒絲腐乳通菜       | 椒丝腐乳通菜        | ziu1 si1 fu6 jyu5 tung1 coi3 | jiāosī fǔrǔ tōngcài   |
| Carne de porco agridoce                                                 |        | 咕嚕肉             | 咕噜肉              | gu1 lou1 juk6                | gūlūròu               |
| Fatias de peixe no estilo Shunde                                        |        | 順德魚生           | 顺德鱼生            | seon6 dak1 jyu4 saang1       | shùndé yú shēng       |

### Pratos fritos
Há um pequeno número de pratos fritos na culinária cantonesa, que muitas vezes podem ser encontrados como comida de rua. Eles foram amplamente documentados nos registros da Hong Kong colonial dos séculos XIX e XX. Alguns são sinônimos de café da manhã e almoço cantonês, embora também façam parte de outras culinárias.
| Nome                   | Imagem | Chinês tradicional | Chinês simplificado | Jyutping        | Pinyin    |
| ---------------------- | ------ | ------------------ | ------------------- | --------------- | --------- |
| Bolinhas de peixe dace |        | 鯪魚球             | 鲮鱼球              | leng4 jyu4 kau4 | língyúqiú |
| Donut chinês           |        | 油炸鬼             | 油炸鬼              | jau4 zaa3 gwai2 | yóuzháguǐ |
| Zaa Leung              |        | 炸兩               | 炸两                | zaa3 loeng5     | zháliǎng  |

### Sopas
A sopa de fogo antigo, ou lou fo tong (老火汤; 老火湯; lǎohuǒ tāng; lou5 fo2 tong; "sopa de fogo antigo"), é um caldo claro preparado com carne e outros ingredientes cozidos em fogo baixo por várias horas. As ervas chinesas são frequentemente usadas como ingredientes. Há basicamente duas maneiras de fazer sopa de fogo antigo - colocar os ingredientes e a água na panela e aquecê-la diretamente no fogo, o que é chamado de bou tong (煲汤; 煲湯; bāo tāng; bou1 tong1); ou colocar os ingredientes em uma panela pequena de ensopado e colocá-la em uma panela maior cheia de água e, em seguida, aquecer a panela maior diretamente no fogo, o que é chamado de dun tong (燉汤; 燉湯; dùn tāng; dan6 tong1). A última maneira pode manter o sabor mais original da sopa.
As cadeias de lojas de sopa ou os pontos de entrega em cidades com grande população cantonesa, como Hong Kong, servem esse prato devido ao longo tempo de preparação exigido pela sopa de preparo lento.
| Nome                                             | Chinês tradicional | Chinês simplificado | Jyutping                                           | Pinyin                          |
| ------------------------------------------------ | ------------------ | ------------------- | -------------------------------------------------- | ------------------------------- |
| Sopa cantonesa de mariscos                       | 海皇羹             | 海皇羹              | hoi2 wong4 gang1                                   | hǎihuáng gēng                   |
| Sopa de cereus de floração noturna               | 霸王花煲湯         | 霸王花煲汤          | baa3 wong4 faa1 bou1 tong1                         | bàwánghuā bāotāng               |
| Sopa de fungos brancos da neve                   | 銀耳湯             | 银耳汤              | ngan4 ji5 tong1                                    | yín'ěr tāng                     |
| Sopa de costelinha com agrião e grãos de damasco | 南北杏西洋菜豬骨湯 | 南北杏西洋菜猪骨汤  | naam4 bak1 hang6 sai1 joeng4 coi3 zyu1 gwat1 tong1 | nánběixìng xīyángcài zhūgǔ tāng |
| Sopa de abóbora-d'água                           | 冬瓜湯             | 冬瓜汤              | dung1 gwaa1 tong1                                  | dōngguā tāng                    |

### Frutos do mar

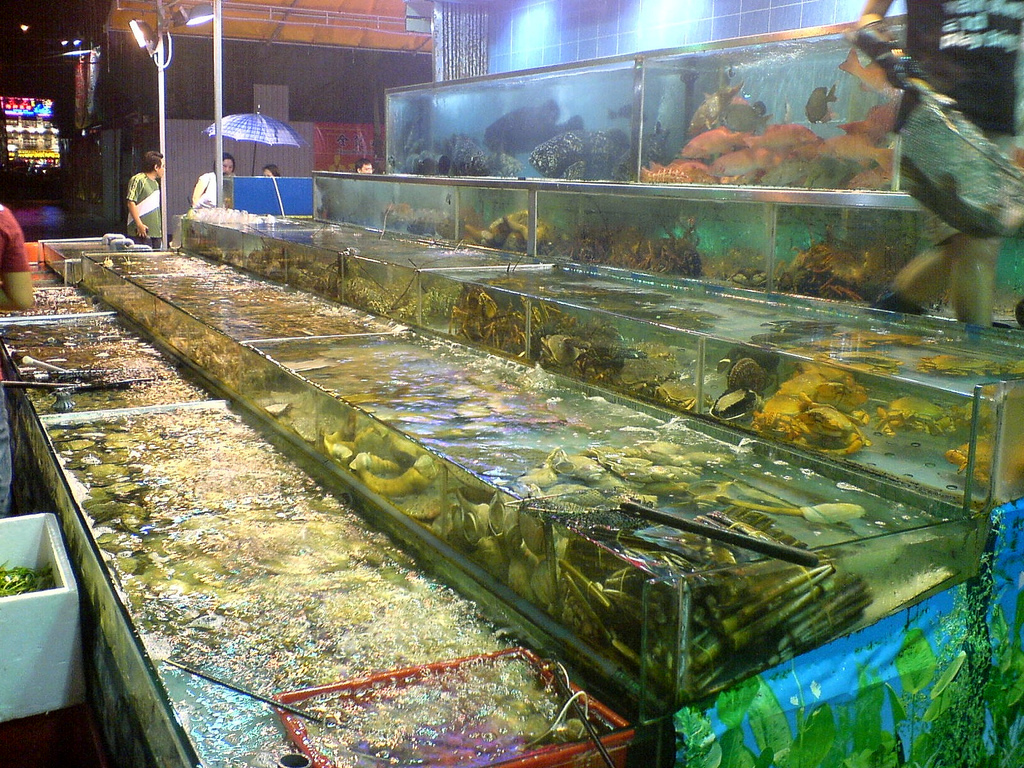
Tanques de frutos do mar em um restaurante cantonês.

Devido à localização de Guangdong ao longo da costa do Mar da China Meridional, os frutos do mar frescos são importantes na culinária cantonesa, e muitos restaurantes cantoneses mantêm aquários ou tanques de frutos do mar nas instalações. Na culinária cantonesa, assim como em outras culinárias de outras partes da Ásia, se os frutos do mar tiverem um odor repugnante, são adicionados temperos fortes e sucos para marinar; os frutos do mar mais frescos são inodoros e, na culinária cantonesa, é melhor cozinhá-los no vapor. Por exemplo, em algumas receitas, apenas uma pequena quantidade de molho de soja, gengibre e cebolinha é adicionada ao peixe cozido no vapor. Na culinária cantonesa, o tempero leve é usado apenas para realçar a doçura natural dos frutos do mar. Como regra geral, o sabor picante de um prato geralmente está negativamente relacionado ao frescor dos ingredientes.
| Nome                                         | Chinês tradicional | Chinês simplificado | Jyutping                    | Pinyin                 |
| -------------------------------------------- | ------------------ | ------------------- | --------------------------- | ---------------------- |
| Lagosta com gengibre e cebolinha             | 薑蔥龍蝦           | 薑葱龙虾            | goeng1 cung1 lung4 haa1     | jiāngcōng lóngxiā      |
| Tamarutacas                                  | 攋尿蝦             | 濑尿虾              | laai6 niu6 haa1             | làniàoxiā              |
| Peixe cozido no vapor                        | 蒸魚               | 蒸鱼                | zing1 yu4                   | zhēngyú                |
| Vieiras cozidas no vapor com gengibre e alho | 蒜茸蒸扇貝         | 蒜茸蒸扇贝          | syun3 jung4 zing1 sin3 bui3 | suànróng zhēng shànbèi |
| Camarão branco cozido                        | 白灼蝦             | 白灼虾              | baak6 zoek3 haa1            | báizhuóxiā             |

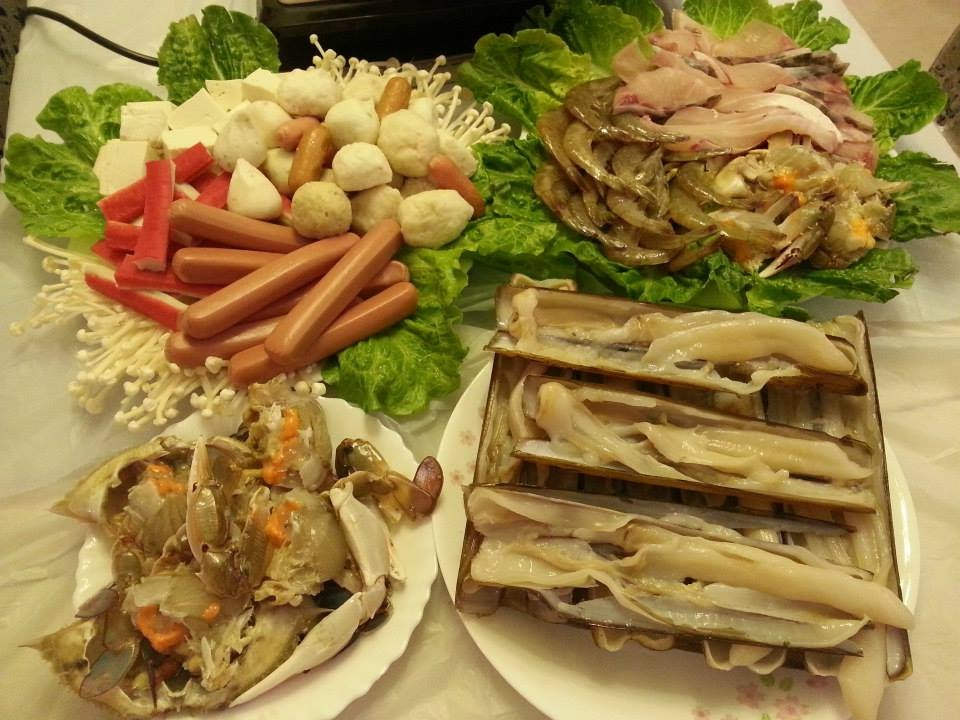
Os ingredientes típicos para o hotpot no estilo cantonês são a razor shell (蟶子), o caranguejo (蟹), o camarão (蝦), a linguiça de frango (雞肉腸仔) e a bola de peixe dace (魚旦)

### Pratos de macarrão
O macarrão é servido em caldo de sopa ou frito. Estão disponíveis como refeições caseiras, em cardápios de dim sum ou como comida de rua em dai pai dongs, onde podem ser servidos com uma variedade de coberturas, como bolinhos de peixe, bolinhos de carne ou fatias de peixe.
| Nome                          | Imagem | Chinês tradicional | Chinês simplificado | Jyutping             | Pinyin          | Notas |
| ----------------------------- | ------ | ------------------ | ------------------- | -------------------- | --------------- | --- |
| Macarrão de peito bovino      |        | 牛腩麵             | 牛腩面              | ngau4 laam5 min6     | niú nǎn miàn    | Pode ser servido seco ou em sopa. |
| Carne bovina chow fun         |        | 乾炒牛河           | 干炒牛河            | gon1 caau2 ngau4 ho2 | gān chǎo niú hé | |
| Chow mein                     |        | 炒麵               | 炒面                | caau2 min6           | chǎo miàn       | Termo genérico para vários pratos de macarrão frito. O chow mein no estilo de Hong Kong é feito de macarrão fino e crocante frito na frigideira. |
| Macarrão jook-sing            |        | 竹昇麵             | 竹升面              | zuk1 sing1 min6      | zhúshēngmiàn    | Macarrão prensado com toras de bambu. |
| Lo mein                       |        | 撈麵               | 捞面                | lou1 min6            | lāo miàn        | |
| Enrolado de macarrão de arroz |        | 腸粉               | 肠粉                | coeng2 fan2          | chángfěn        | Também conhecido como chee cheong fun. |
| Macarrão de arroz             |        | 河粉               | 河粉                | ho4 fun2             | héfěn           | Também conhecido como hor-fun. |
| Macarrão agulha prateado      |        | 銀針粉             | 银针粉              | ngan4 zam1 fun2      | yín zhēn fěn    | Também conhecido como rat noodles (chinês: 老鼠粉, pinyin: lǎoshǔ fěn).                                                                          |
| Yi mein                       |        | 伊麵               | 伊面                | ji1 min6             | yī miàn         | Também conhecido como macarrão e-fu. |
| Macarrão wonton               |        | 雲吞麵             | 云吞面              | wan4 tan1 min6       | yúntūn miàn     | Às vezes, escrito como macarrão wanton. |

### Siu mei

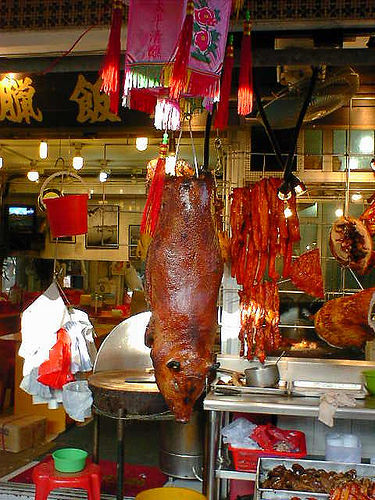
Um porco assado e char siu.

Siu mei (烧味; 燒味; shāo wèi; siu1 mei6) é essencialmente o estilo chinês de cozimento em churrasqueira. Ao contrário da maioria dos outros pratos cantoneses, o siu mei consiste apenas de carne, sem vegetais.
| Nome          | Imagem | Chinês tradicional | Chinês simplificado | Jyutping       | Pinyin   |
| ------------- | ------ | ------------------ | ------------------- | -------------- | -------- |
| Char siu      |        | 叉燒               | 叉烧                | caa1 siu1      | chāshāo  |
| Pato-à-pequim |        | 燒鴨               | 烧鸭                | siu1 aap3      | shāoyā   |
| Ganso assado  |        | 燒鵝               | 烧鹅                | siu1 ngo4      | shāo'é   |
| Porco assado  |        | 燒肉               | 烧肉                | siu1 yuk1      | shāoròu  |
| Pombo assado  |        | 燒乳鴿             | 烧乳鸽              | siu1 jyu5 gap3 | shāorǔgē |

### Lou mei
Lou mei (卤味; 滷味; lǔ wèi; lou5 mei6) é o nome dado aos pratos feitos com órgãos internos, vísceras e outras partes que sobraram de animais. Está amplamente disponível nas regiões do sul da China.
| Nome                     | Imagem | Chinês tradicional | Chinês simplificado | Jyutping    | Pinyin  |
| ------------------------ | ------ | ------------------ | ------------------- | ----------- | ------- |
| Vísceras de carne bovina |        | 牛雜               | 牛杂                | ngau4 zaap6 | niú zá  |
| Peito bovino             |        | 牛腩               | 牛腩                | ngau4 laam5 | niú nǎn |
| Restos de frango         |        | 雞雜               | 鸡杂                | gai1 zaap6  | jī zá   |
| Moela de pato            |        | 鴨腎               | 鸭肾                | aap3 san6   | yā shèn |
| Língua de porco          |        | 豬脷               | 猪脷                | zyu1 lei6   | zhū lì  |

### Siu laap

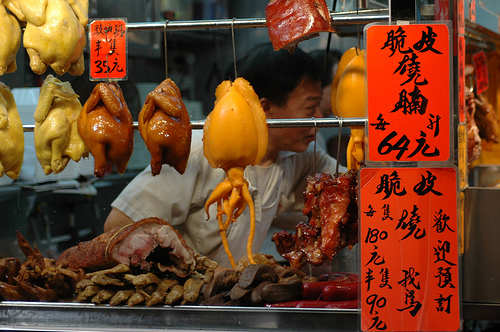
Barraca de comida cantonesa siu mei em Hong Kong.

Todas as carnes cozidas no estilo cantonês, incluindo siu mei, lou mei e carne em conserva, podem ser classificadas como siu laap (烧腊; 燒臘; shāo là; siu1 laap6). O siu laap também inclui pratos como:
| Nome                             | Imagem | Chinês tradicional | Chinês simplificado | Jyutping             | Pinyin      | Notas |
| -------------------------------- | ------ | ------------------ | ------------------- | -------------------- | ----------- | --- |
| Frango ao molho de soja          |        | 豉油雞             | 豉油鸡              | si6 jau4 gai1        | chǐ yóu jī  | |
| Choco laranja                    |        | 鹵水墨魚           | 卤水墨鱼            | lou5 seoi2 mak6 jyu4 | lǔshuǐ mòyú | |
| Pato escalfado em caldo perpétuo |        | 滷水鴨             | 卤水鸭              | lou5 seoi2 aap3      | lǔ shuǐ yā  | |
| Frango branco cortado            |        | 白切雞             | 白切鸡              | baak6 cit3 gai1      | bái qiè jī  | Também conhecido como frango branco picado (chinês tradicional: 白斬雞, chinês simplificado: 白斩鸡, pinyin: báizhǎnjī) em alguns lugares. |

Um prato típico pode consistir de vísceras e metade de um pedido de diversas variedades de carne assada. A maior parte do siu laap é de carne branca.
| Nome                                     | Imagem | Chinês tradicional | Chinês simplificado | Jyutping                     | Pinyin              |
| ---------------------------------------- | ------ | ------------------ | ------------------- | ---------------------------- | ------------------- |
| Arroz com linguiça chinesa e char siu    |        | 臘腸叉燒飯         | 腊肠叉烧饭          | laap6 ceung4 caa1 siu1 faan6 | làcháng chāshāo fàn |
| Arroz com ganso assado e tripas de ganso |        | 燒鵝鵝腸飯         | 烧鹅鹅肠饭          | siu1 ngo4 ngo4 coeng4 faan6  | shāo é é cháng fàn  |
| Prato de siu mei                         |        | 燒味拼盤           | 烧味拼盘            | siu1 mei6 ping6 poon4        | shāowèi pīnpán      |
| Prato de siu lap                         |        | 燒臘拼盤           | 烧腊拼盘            | siu1 laap6 ping6 pun4        | shāolà pīnpán       |

### Arroz de panela pequena

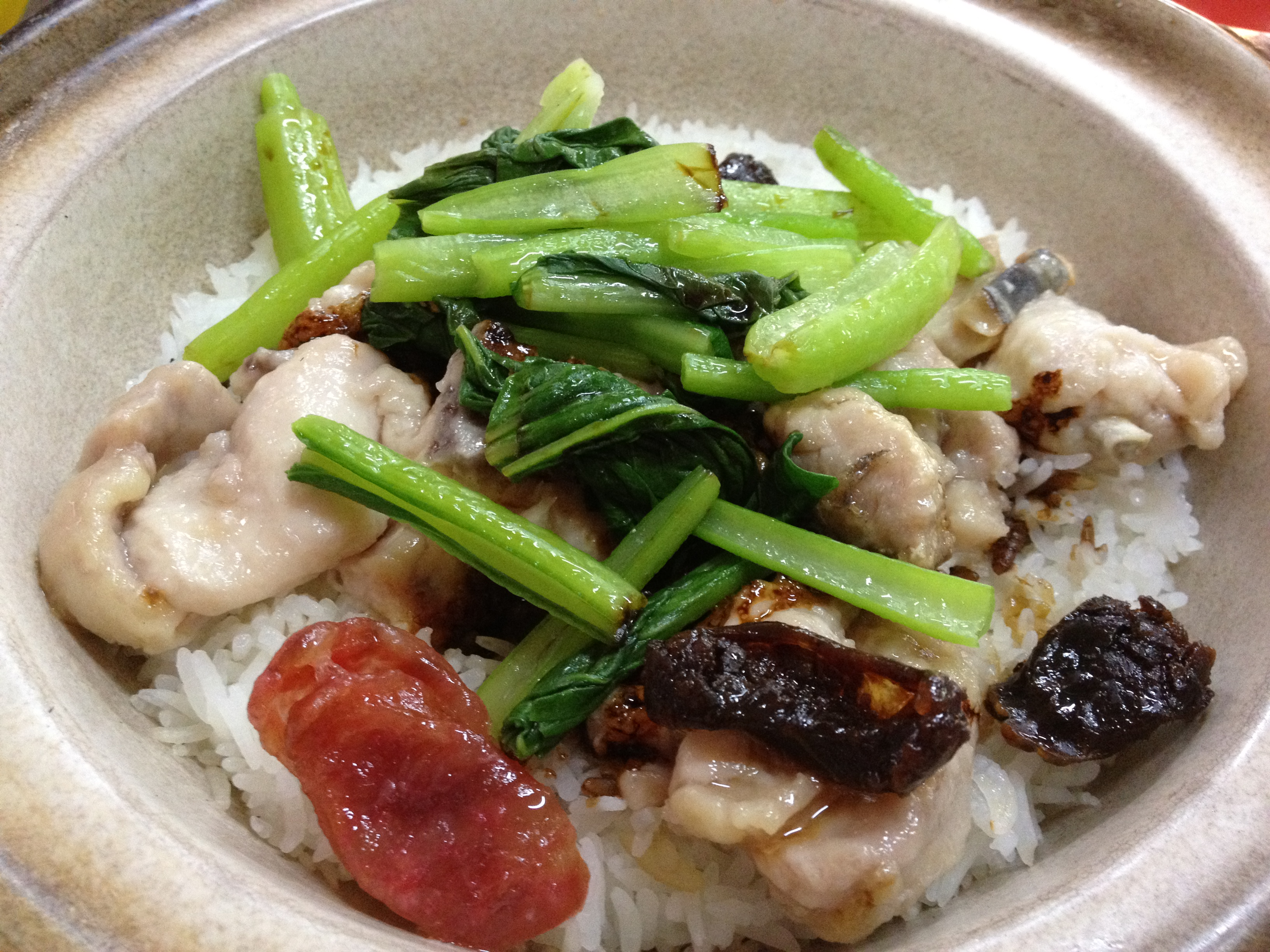
Arroz de frango em panela pequena com legumes e salsicha chinesa.

Arroz de panela pequena (煲仔饭; 煲仔飯; bāozǎifàn; bou1 zai2 faan6) são pratos cozidos e servidos em uma panela de fundo plano (em oposição a uma wok de fundo redondo). Normalmente, trata-se de uma panela ou frigideira. Esses pratos são cozidos com cobertura e vapor, deixando o arroz e os ingredientes muito quentes e macios. Normalmente, os ingredientes são colocados em camadas sobre o arroz, com pouca ou nenhuma mistura entre eles. Existem muitas combinações padrão.
| Nome                                           | Chinês tradicional | Chinês simplificado | Jyutping                        | Pinyin                |
| ---------------------------------------------- | ------------------ | ------------------- | ------------------------------- | --------------------- |
| Arroz com linguiça chinesa e carne em conserva | 臘味煲仔飯         | 腊味煲仔饭          | laap6 coeng2 bou1 zai2 faan6    | làwèi bāozǎifàn       |
| Arroz com camadas de ovo e carne               | 窩蛋牛肉飯         | 窝蛋牛肉饭          | wo1 daan2 ngaw4 juk6 faan6      | wōdàn niúròu fàn      |
| Arroz com patê de carne moída                  | 肉餅煲仔飯         | 肉饼煲仔饭          | juk6 beng2 bou1 zai2 faan6      | ròubǐng bāozǎifàn     |
| Arroz com costelinha                           | 排骨煲仔飯         | 排骨煲仔饭          | paai4 gwat1 bou1 zai2 faan6     | páigǔ bāozǎifàn       |
| Arroz com frango cozido no vapor               | 蒸雞肉煲仔飯       | 蒸鸡肉煲仔饭        | zing1 gai1 juk6 bou1 zai2 faan6 | zhēng jīròu bāozǎifàn |

### Pratos para banquetes/jantares
Vários pratos são tradicionalmente servidos em restaurantes cantoneses somente no jantar. Os restaurantes de dim sum param de servir pratos com cesta de bambu após o período de yum cha (equivalente ao chá da tarde) e começam a oferecer um cardápio totalmente diferente à noite. Alguns pratos são padrão, enquanto outros são regionais. Alguns são personalizados para fins especiais, como casamentos ou banquetes chineses. Os pratos com sal e pimenta são um dos poucos pratos picantes.
| Nome                         | Imagem | Chinês tradicional | Chinês simplificado | Jyutping                   | Pinyin            |
| ---------------------------- | ------ | ------------------ | ------------------- | -------------------------- | ----------------- |
| Frango frito crocante        |        | 炸子雞             | 炸子鸡              | zaa3 zi2 gai1              | zhá zǐ jī         |
| Pato com taro                |        | 陳皮芋頭鴨         | 陈皮芋头鸭          | can4 pei4 wu6 tau4 aap3    | chén pí yùtóu yā  |
| Tofu frito com camarão       |        | 蝦仁炒豆腐         | 虾仁炒豆腐          | haa1 joeng4 caau2 dau4 fu6 | xiārén chǎo dòufǔ |
| Pombo assado                 |        | 乳鴿               | 乳鸽                | jyu5 gap3                  | rǔ gē             |
| Leitão assado                |        | 燒乳豬             | 烧乳豬              | siu1 jyu5 zyu1             | shāo rǔ zhū       |
| Ninho de frutos do mar       |        | 海鮮雀巢           | 海鮮雀巢            | hoi2 sin1 zoek3 caau4      | hǎixiān quècháo   |
| Camarão com sal e pimenta    |        | 椒鹽蝦             | 椒盐虾              | ziu1 jim4 haa1             | jiāo yán xiā      |
| Costelinha azeda             |        | 生炒排骨           | 生炒排骨            | saang1 cau2 paai4 gwat1    | shēng chǎo páigǔ  |
| Costelinha com sal e pimenta |        | 椒鹽骨             | 椒盐骨              | ziu1 jim4 paai4 gwat1      | jiāo yán gǔ       |
| Lula com sal e pimenta       |        | 椒鹽魷魚           | 椒盐鱿鱼            | ziu1 jim4 jau4 jyu2        | jiāo yán yóuyú    |
| Arroz chau chau              |        | 揚州炒飯           | 扬州炒饭            | Joeng4 zau1 cau2 faan6     | Yángzhōu chǎofàn  |

### Sobremesa
Após o jantar, a maioria dos restaurantes cantoneses oferece o tong sui (糖水; táng shuǐ; tong4 seoi2; "água com açúcar"), uma sopa doce. Muitas variedades de tong sui também são encontradas em outras culinárias chinesas. Algumas sobremesas são tradicionais, enquanto outras são inovações recentes. Os restaurantes mais caros geralmente oferecem suas sobremesas especiais. Água com açúcar é o nome geral da sobremesa na província de Guangdong. Ela é preparada com a adição de água e açúcar a alguns outros ingredientes de cozimento.
| Nome                           | Imagem | Chinês tradicional | Chinês simplificado | Jyutping               | Pinyin          |
| ------------------------------ | ------ | ------------------ | ------------------- | ---------------------- | --------------- |
| Sopa de gergelim preto         |        | 芝麻糊             | 芝麻糊              | zi1 maa4 wu2           | zhīmahú         |
| Pudim de coco                  |        | 椰汁糕             | 椰汁糕              | je4 zap1 gou1          | yēzhīgāo        |
| Leite de pele dupla            |        | 雙皮奶             | 双皮奶              | soeng1 pei4 naai5      | shuāngpínǎi     |
| Sopa de feijão mungu           |        | 綠豆沙             | 绿豆沙              | luk6 dau6 saa1         | lǜdòushā        |
| Sopa de feijão vermelho        |        | 紅豆沙             | 红豆沙              | hong4 dau6 saa1        | hóngdòushā      |
| Sopa de sagu                   |        | 西米露             | 西米露              | sai1 mei5 lou6         | xīmǐlù          |
| Raspadinha                     |        | 刨冰               | 刨冰                | paau4 bing1            | bǎobīng         |
| Creme de ovos cozido no vapor  |        | 燉蛋               | 炖蛋                | dan6 daan2             | dùndàn          |
| Creme de leite cozido no vapor |        | 燉奶               | 炖奶                | dan6 naai5             | dùnnǎi          |
| Doce de massa chinesa          |        | 糕點               | 糕点                | gou1 dim2              | gāodiǎn         |
| Sopa de batata doce            |        | 番薯糖水           | 番薯糖水            | faan1 syu4 tong4 seoi2 | fānshǔ tángshuǐ |
| Pudim de flores de tofu        |        | 豆腐花             | 豆腐花              | dau6 fu6 faa1          | dòufǔhuā        |
| Geleia de tartaruga            |        | 龜苓膏             | 龟苓膏              | gwai1 ling4 gou1       | guīlínggāo      |

### Iguarias
Algumas iguarias cantonesas consistem em partes retiradas de animais raros ou ameaçados de extinção, o que gera controvérsias sobre os direitos dos animais e questões ambientais. Isso geralmente ocorre devido aos supostos benefícios à saúde de determinados produtos de origem animal. Por exemplo, a disseminação contínua da ideia de que a cartilagem de tubarão pode curar o câncer levou à diminuição das populações de tubarões, embora a pesquisa científica não tenha encontrado nenhuma evidência que apoie a credibilidade da cartilagem de tubarão como uma cura para o câncer.
| Nome                          | Imagem | Chinês tradicional | Chinês simplificado | Jyutping        | Pinyin     |
| ----------------------------- | ------ | ------------------ | ------------------- | --------------- | ---------- |
| Sopa de ninho de pássaro      |        | 燕窝               | 燕窝                | jin1 wo1        | yànwō      |
| Abalone refogado              |        | 燜鮑魚             | 焖鲍鱼              | mun6 baau1 jyu4 | mèn bàoyú  |
| Água-viva                     |        | 海蜇               | 海蜇                | hoi2 zit3       | hǎizhé     |
| Pepino do mar                 |        | 海参               | 海参                | hoi2 saam1      | hǎishēn    |
| Sopa de barbatanas de tubarão |        | 魚翅湯             | 鱼翅汤              | jyu4 ci3 tong1  | yúchì tāng |